# Carmen Thalmann
Carmen Thalmann (* 11. September 1989, Lienz, Osttirol) ist eine ehemalige österreichische Skirennläuferin. Ihre größten Erfolge feierte sie im Slalom.

## Biografie

### Jugend und Europacup
Thalmann stammt aus Berg im Drautal in Kärnten und besuchte das Sport-BORG in Spittal an der Drau, wo sie 2009 maturierte. Sie fuhr im Dezember 2004 ihre ersten FIS-Rennen und wurde 2006 in den Nachwuchskader des Österreichischen Skiverbandes (ÖSV) aufgenommen. Nach den ersten Podestplätzen in FIS-Rennen kam sie im November 2007 erstmals im Europacup zum Einsatz. In ihrer ersten vollen Europacupsaison 2008/09 feierte sie am 27. November im Slalom von Trysil ihren ersten Sieg und erreichte weitere drei Podestplätze. Damit wurde sie Vierte der Gesamtwertung, Sechste der Slalom- und Siebente der Riesenslalomwertung.
Bei den Österreichischen Meisterschaften im März 2009 wurde sie Zweite in der Kombination, bei den Juniorenweltmeisterschaften im selben Monat war ein 15. Platz im Slalom ihr bestes Ergebnis. Am 29. November 2009 gelang ihr im Slalom von Funäsdalen der zweite Europacupsieg. Mit weiteren zwei Podestplätzen erzielte sie in der Saison 2009/10 Rang drei in der Slalomwertung und Platz sechs im Super-Kombinations-Klassement. Am 19. März 2010 wurde Thalmann Österreichische Meisterin in der Super-Kombination. Vier Tage zuvor kam sie im Slalom bereits auf Rang zwei hinter Marlies Schild. 2010 stieg sie nach einem Jahr im B-Kader in den A-Kader des ÖSV auf.

### Weltcup und Großereignisse
Im Weltcup startete Thalmann erstmals am 29. Dezember 2008 im Slalom von Semmering, schied jedoch im ersten Durchgang aus. Auch bei den folgenden Weltcupeinsätzen brachte sie kein Ergebnis ins Ziel. Ende April 2010 erlitt Thalmann beim Fußballspielen einen Kreuzband- und Meniskusriss im rechten Knie. Nach der Verletzungspause stand sie im Februar 2011 erstmals wieder im Europacup auf dem Podest. Am 10. März 2011 gewann sie ihr drittes Europacuprennen, den Slalom in Soldeu. Damit wurde sie in der Saison 2010/11 Dritte der Slalomwertung und Sechste der Gesamtwertung.
Am 27. November 2011 fuhr Thalmann im Slalom in Aspen auf den 23. Platz und gewann somit erstmals Weltcuppunkte. Drei Wochen später erreichte sie mit Platz neun im Slalom von Courchevel ihr erstes Top-10-Ergebnis im Weltcup. Für den Slalom der Heimweltmeisterschaften 2013 konnte sich Thalmann nicht qualifizieren. Allerdings war sie Teil des österreichischen Weltmeisterteams beim Mannschaftswettbewerb, wo sie aber nur im Viertelfinale eingesetzt wurde. In der Saison 2015/16 schaffte Carmen Thalmann im Slalom den Sprung in die absolute Weltspitze. Nach einem 5. Platz in Aspen am 29. November 2015 erreichte sie am 29. Dezember 2015 im Heimrennen von Lienz mit einem 4. Platz das beste Weltcup-Ergebnis ihrer Karriere. Am 21. November 2016 stürzte Thalmann beim Slalomtraining in Copper Mountain und erlitt einen Riss des vorderen Kreuzbandes im linken Knie, womit für sie die Saison nach nur zwei Renneinsätzen früh zu Ende ging.
Im April 2018 verkündete Thalmann überraschend ihren Rücktritt vom aktiven Leistungssport.

## Erfolge

### Weltmeisterschaften
- Schladming 2013: 1. Mannschaftswettbewerb
- Vail/Beaver Creek 2015: 7. Slalom

### Weltcup
- 15 Platzierungen unter den besten zehn in Einzelrennen
- 1 Podestplatz bei Mannschaftswettbewerben

### Weltcupwertungen
| Saison  | Gesamt | Gesamt | Riesenslalom | Riesenslalom | Slalom | Slalom |
| Saison  | Platz  | Punkte | Platz        | Punkte       | Platz  | Punkte |
| ------- | ------ | ------ | ------------ | ------------ | ------ | ------ |
| 2011/12 | 68.    | 81     | –            | –            | 24.    | 81     |
| 2012/13 | 52.    | 134    | –            | –            | 18.    | 134    |
| 2013/14 | 56.    | 100    | 40.          | 20           | 22.    | 80     |
| 2014/15 | 37.    | 171    | 51.          | 4            | 12.    | 167    |
| 2015/16 | 31.    | 327    | 28.          | 63           | 12.    | 264    |
| 2016/17 | 94.    | 26     | –            | –            | 35.    | 25     |
| 2017/18 | 64.    | 95     | 36.          | 15           | 24.    | 80     |

### Europacup
- Saison 2008/09: 4. Gesamtwertung, 6. Slalomwertung, 7. Riesenslalomwertung
- Saison 2009/10: 3. Slalomwertung, 6. Super-Kombinations-Wertung
- Saison 2010/11: 6. Gesamtwertung, 3. Slalomwertung
- Saison 2012/13: 7. Slalomwertung
- Saison 2013/14: 8. Gesamtwertung, 3. Riesenslalomwertung
- 21 Podestplätze, davon 4 Siege:

| Datum             | Ort        | Land     | Disziplin    |
| ----------------- | ---------- | -------- | ------------ |
| 27. November 2008 | Trysil     | Norwegen | Slalom       |
| 29. November 2009 | Funäsdalen | Schweden | Slalom       |
| 10. März 2011     | Soldeu     | Andorra  | Slalom       |
| 28. Jänner 2014   | Sestriere  | Italien  | Riesenslalom |

### Juniorenweltmeisterschaften
- Garmisch-Partenkirchen 2009: 15. Slalom, 29. Abfahrt

### Weitere Erfolge
- Österreichische Meisterin in der Super-Kombination 2010 und im Slalom 2015
- Österreichische Vizemeisterin in der Kombination 2009 und im Slalom 2010
- 1 Podestplatz im Nor-Am Cup
- 18 Siege in FIS-Rennen